# Limonit

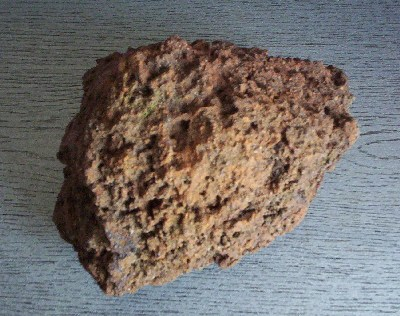
Limonit - ruda darniowa

Limonit (żelaziak brunatny) – bardzo drobnoziarnista lub skrytokrystaliczna mieszanina minerałów (tlenków i wodorotlenków żelaza), kiedyś uważana za odrębny minerał. Według dzisiejszych podziałów jest to rodzaj skały.
Substancja bardzo pospolita, rozpowszechniona i spotykana w miejscach występowania goethytu.

## Charakterystyka

### Właściwości
Podstawowym składnikiem jest goethyt i lepidokrokit. Oprócz tego limonit zawiera też domieszki minerałów ilastych. W  przypadku występowania w limonicie  większej ilości materiałów ilastych mówi się o nim:  
- ochra – jeśli ma dużo hematytu to „ochra czerwona”;
- umbra - jeśli zawiera tlenki i wodorotlenki manganu
- bądź antymon – „ochra antymonowa”.

W budownictwie limonit wpływa negatywnie na estetykę betonów architektonicznych gdyż  jest przyczyną pojawiania się rdzawych przebarwień na gotowych elementach betonowych.

### Występowanie
Powstaje w wyniku procesów hydrotermalnych, także w sedymentacyjnych – zachodzących w bagnach; w jeziorach; w wodach morskich. Tworzy się też na podmokłych, wilgotnych łąkach pod darnią. Występuje w strefie utleniania złóż kruszców żelaza, jako spoiwo.  Występuje w: luźnych, ziemistych masach (ruda darniowa, ruda kuchowa, piasek żelazisty), zbitych, porowatych agregatach (ruda skalista, mydlak), skupieniach skorupowych, naciekowych, konkrecjach. 
Miejsca występowania:
- Na świecie: Kongo, Angola, Algieria, Maroko, Wenezuela, Kuba, Niemcy, Hiszpania.

- W Polsce: występuje m.in. w rejonie śląsko-krakowskim, w Górach Świętokrzyskich, na Dolnym Śląsku, ziemi lubuskiej.

### Zastosowanie
- kruszywo do produkcji betonu na obudowy bezpieczeństwa reaktorów jądrowych, z uwagi na zawartość żelaza i wody związanej[1],
- uboga ruda żelaza,
- surowiec do produkcji żółtych i brunatnych pigmentów,
- jest poszukiwany przez kolekcjonerów- szczególnie odmiany wykazujące iryzację.